# Шулаки (Мулінське сільське поселення)
Шулаки́ (рос. Шулаки) — присілок у складі Нагорського району Кіровської області, Росія. Входить до складу Мулінського сільського поселення.
Населення становить 5 осіб (2010, 13 у 2002).
Національний склад станом на 2002 рік — росіяни 100 %.